# 異世界アニメ工房
『異世界アニメ工房』（いせかいアニメスタジオ）は、描く調子による日本の漫画作品。2020年3月24日から2021年12月28日にかけて芳文社の漫画配信サイト『COMIC FUZ』にて連載された。同僚のアニメーターたちが救世主として異世界に召喚されて、見習い召喚士や異世界の生き物の手を借りながら孤軍奮闘する若手アニメーターの成長物語。

## あらすじ
スタジオアシタで働くアニメーター・佐倉美代音が買い出しから戻ると、誰もいなくなったそこには異世界から転移してきた召喚士・ソフィーが立っていた。とりあえず美代音とソフィーが魔法で異世界と連絡を取ると、スタジオアシタのスタッフたちは救世主として召喚されてしまっていた。美代音は社長からスタジオを守るよう頼まれて途方に暮れるが、そこにソフィーが異世界からの助っ人たちを召喚し、窮地を凌ぐことになる。

## 登場人物

### スタジオアシタ
東京都杉並区にオフィスを構えるアニメ制作会社。他社制作のアニメのグロス請けを中心として制作を行っていたが、社長やチーフをはじめとしたほとんどのスタッフが異世界に召喚されてしまい、存亡の危機にある。
佐倉 美代音（さくら みよね）
本作の主人公。スタジオアシタに所属する新進気鋭の原画マン。スタッフからはヨネっちと呼ばれている。肩まで伸びた黒のボサボサ髪に眼鏡をかけている。巨乳。
若手アニメーターとしてはスキルと根気が十分にあるために将来を嘱望されており、社長やチーフからはスタジオアシタのエースになってほしいと目をかけられていた。手がけた第二原画を見たスタジオマップの釈からも高い評価を得ている。男性キャラの作画を得意としている反面、女性キャラの作画を苦手としている。
スタジオアシタのスタッフの大半が異世界転移してしまったため、人手不足に陥った仕事をこなすためにソフィーや異世界の助っ人たちと東奔西走する。若手としては十分にスキルと根気を持っている反面、他人を頼ることが苦手で自分をギリギリまで一人で抱え込んでしまう側面もあり、それを社長やチーフに心配されていた。
ソフィー
異世界からやってきた召喚士。スタジオアシタのスタッフを呼び出す代価として美代音たちの世界にやってきた。非常に明るく元気いっぱいな性格で異なる世界に戸惑いながらも美代音たちとともに奔走している。
異世界の生き物や物品を召喚することができるが、美代音たちの世界に存在するもののなかで同等の価値のあるものを代価にする必要がある。召喚術を行使するには交換対象のものの価値を把握しなければならないためか鑑定魔法も使える。
スタジオアシタにおいては異世界に召喚されたスタッフたちとの連絡を行いつつ、外回りの手伝いや買いだし、スタッフたちへの料理を担当している。
ケイニー（種族：エルフ【星：12】）
スタジオに残されていたアニメの原作漫画（BLを含む）を代償に召喚されてきたエルフ。スタジオアシタの事務や経理、制作進行を勤めている。非常に学習能力が高くパソコンに触って二時間で作業の効率化のためにマクロを組む提案をするほど。幼い外見や高い年齢に対するコンプレックスが強く、その話題に触れると怒ってしまう。同様の理由で「子」が禁句。
在宅の外注スタッフの原画回収も行っていたものの、途中で子どもと間違われて警察に職務質問を受けてしまったために仕事を中断。ケンタウロスのユーホスに仕事を引き継ぐことになった。
魔法は透明化魔法や氷結魔法が使える。お肉が苦手。
プイージ（種族：スライム【星：1】→スライムリーダー【星：2】）
異世界に召喚されたスタジオアシタのスタッフを代償に召喚されてきたスライム。当初は長時間労働で疲労しがちの美代音のマッサージを担当していた。
ふとした思いつきでスライムの擬態スキルを利用して美代音の原画を動画にする訓練をしたものの、一度は無理に耐えかねスタジオアシタから逃走。
その後窮地に陥ったところをスタジオマップの釈に拾われそのまま匿われることに。部屋のなかでトレーニングに励む釈に感銘を受けて、自らもトレーニングに励むことに。釈の助言を受けつつロードワークについていってたところを自らを捜していたスタジオアシタの面々の声を聞きそのまま帰還。その後も鍛錬に励み動画のスキルを習得。種族もスライムからスライムリーダーにクラスチェンジした。
ポンズ（種族：カーバンクル【星：4】）
美代音がコンビニで買いだししてきたものを代償に召喚されてきたカーバンクル。
トゥリエ（種族：ウンディーネ【星：7】）
プイージたちと一緒に召喚されてきたウンディーネ。給湯室でお茶汲みを担当しており、煎れる茶やコーヒーは美代音からも高い評価を得ている。
一度原画の仕事に挑戦してみるものの、水でできた身体のせいか原稿用紙を濡らしてしまった。
ピア（種族：ピクシー【星：2】）
プイージたちと一緒に召喚されてきたピクシー。用紙や文房具の補充を担当し、手が空いたときはマドスとともにビルの他フロアの清掃のアルバイトをしている。
催眠作用のある粉を振りまくことができ、無理をしていた美代音を眠らせた。
マドス（種族：ゴブリン【星：3】）
プイージたちと一緒に召喚されてきたゴブリン。掃除やゴミ回収を担当し、手が空いたときはピアとともにビルの他のフロアの清掃のアルバイトをしている。
匂いをたどる能力を持っており、近場だと居場所も把握できるので外注への仕事依頼に貢献している。
アイオン（種族：クラーケン【星：15】）
プイージたちと一緒に召喚されてきたクラーケン。スタジオアシタに召喚された異世界生物のなかではもっともレアであり星のランクが高い。基本的に金魚鉢に居り、ただの癒やしスポットになっている。
ガラ（種族：ガーゴイル【星：6】）
プイージたちと一緒に召喚されてきたガーゴイル。受け渡しポストの見張りを担当している。金縛り能力を持っており、スライム程度であればあっさり釘付けにできる。
テムゴレ（種族：ゴーレム【星：8】）
プイージたちと一緒に召喚されてきたゴーレム。普段は5階建てのビルの6階部分に擬態しており、アウトドア派のゴブリンやスライム、ウンディーネの宿舎になっている。
ユーホス（種族：ケンタウロス【星：10】）
外見が幼いため表だって外で仕事することが困難なケイニーの代打として、美代音の自転車を代償に召喚されてきたケンタウロス。職務上の都合上コスプレをしてもらいながら外注に依頼した原画の回収を行った。
風貌もあって外注先のスタッフからは半ば困惑されることもあったもののコスプレの一言で一蹴し、仕事を問題なくやり遂げた。
フレベル（種族：ホビット【星：9】）
もともとは異世界のドワーフの里にいたが、無理なハードワークで疲弊しきっていた美代音を休ませるべくソフィーが召喚してきたホビット。
寝ている人間の技を真似る能力を持ち、休憩中の美代音の仕事を手伝った。

### 異世界
何らかの理由で危機に瀕しているらしく、美代音を除くスタジオアシタのスタッフの大多数を異世界に召喚した。
社長
スタジオアシタの社長。チーフとともに本業以外の事務も行っていたが、現在はほかのスタッフとともに異世界で活動中。異世界に召喚されてから初のラッキースケベを経験した。チーフとともに元の世界に一人取り残されてしまった美代音のことを心配している。
自分たちの世界に興味を持っていた古代竜のファブニールに対し、酒を代価として原画を依頼した。
チーフ
スタジオアシタの作画監督。作画監督としては美代音にヘルプを頼むことが多かった。社長とともにスタジオアシタの本業以外の事務も行っていた。異世界に召喚されてから魔法を習得、エフェクトの作画に使えるかもとはしゃいでいた。社長とともに元の世界に一人取り残されてしまった美代音のことを心配している。
仕上がったファブニールの絵を作監修正している。
吉永（よしなが）
スタジオアシタの制作進行。異世界におり制作進行としての活動が難しいため、美代音たちの世界のケイニーに職務を引き継いでいる。
異世界の助っ人であるファブニールやオロチの原画を異世界活動と並行して回収を行っている。
ジーナ
異世界の召喚士でソフィーの師匠。スタジオアシタのスタッフたちを異世界に召喚した張本人。時々美代音たちの世界と連絡を取り合っている。異世界転移の代価として慣れない世界に転移したソフィーを気にかけている。
「虹渡り」のファブニール
世界が始まったときから生き続けていると言われる古代竜（エンシェントドラゴン）【星：測定不能】。異世界に興味を示し社長たちの仕事であるアニメの原画を、異世界の酒を代価に手伝った。
「山砕き」のオロチ
ファブニールとともに作画の手伝いをした異世界のドラゴン。

### その他の登場人物
釈（しゃく）
スタジオマップのアニメーター。美代音が憧れているアニメーターで、若くして高い評価を受けている。若手のなかでは実力の高い美代音を高く買っており、スタジオマップに引き抜こうと画策する。
屋内仕事の多いアニメーターでありながら、雨のなかでもロードワークとハードトレーニングを欠かさず行っている。

## 書誌情報
- 描く調子『異世界アニメ工房』、芳文社〈FUZコミックス〉、全3巻
  1. 2021年3月16日初版第1刷発行（同年3月1日発売[20][21]）、ISBN 978-4-8322-3808-4
  2. 2021年6月16日初版第1刷発行（同年6月1日発売[21]）、ISBN 978-4-8322-3829-9
  3. 2022年2月16日初版第1刷発行（同年2月1日発売[21]）、ISBN 978-4-8322-3889-3